# Canadian Star
Die Canadian Star (I) war ein Motorschiff der britischen Reederei Blue Star Line, das Fracht und Passagiere von Großbritannien nach Australien und Neuseeland beförderte. Am 18. März 1943 wurde die Canadian Star südlich von Grönland in einem Konvoi fahrend von einem deutschen U-Boot versenkt. 34 Passagiere und Besatzungsmitglieder kamen ums Leben.

## Das Schiff
Das 8293 BRT große Motorschiff Canadian Star wurde mit seinen beiden baugleichen Schwesterschiffen California Star (I) (8300 BRT) und Columbia Star (I) (8293 BRT) bei Burmeister & Wain in Kopenhagen gebaut. Sie wurden in erster Linie als Frachtschiffe gebaut, die mit Kühleinrichtungen große Mengen Lebensmittel, besonders gefrorenes Fleisch, nach Südamerika und Australien transportieren konnten. Sie konnten aber auch Passagiere befördern.
Die 136,30 Meter lange und 18,35 Meter breite Canadian Star wurde mit sechszylindrigen SCDA-Dieselmotoren von Burmeister & Wain angetrieben, die 1236 nominale PS leisteten und eine Höchstgeschwindigkeit von 13 Knoten ermöglichten. Das Schiff hatte einen Schornstein und einen Propeller. Die Canadian Star lief am 20. Oktober 1938 vom Stapel und wurde im Februar 1939 in Dienst gestellt. Sie war noch ein neues Schiff, als der Krieg ausbrach.

## Erster Angriff und Verteidigung
In den frühen Morgenstunden des 20. Juli 1941 befand sich das allein fahrende und einen Zickzackkurs verfolgende Schiff mit Passagieren, Post und Fracht an Bord unter dem Kommando von Kapitän Charles J. W. Jones auf einer Fahrt von Liverpool über Curaçao nach Auckland. Um 01.00 Uhr morgens wurde es etwa 650 Meilen westlich von Land’s End von dem deutschen U-Boot U 126 (Oberleutnant zur See Ernst Bauer) gesichtet und knapp zwei Stunden verfolgt, bis Bauer um 02.42 Uhr morgens zwei G7-Torpedos abfeuerte. Die Canadian Star konnte beiden Torpedos ausweichen, da die Blasensuren wegen ihrer Phosphoreszenz rechtzeitig erkannt worden waren. Zu dem Zeitpunkt hatte der Leitende Offizier, Percival Hunt, Wachdienst.
Bauer entschied sich daher, das Schiff mit Artilleriebeschuss anzugreifen und ließ etwa zehn Minuten lang Granaten auf die Canadian Star niedergehen. Er erzielte drei Treffer, musste den Angriff aber einstellen, da das Schiff das Feuer erwiderte. Kurz danach brach er den Angriff komplett ab, da die Canadian Star mit Höchstgeschwindigkeit die Flucht ergriff und er keine Chance hatte, sie mit seinem U-Boot einzuholen. Am 30. Juli 1941 traf die Canadian Star in Curaçao ein, wo die Schäden repariert wurden. Für die erfolgreiche Verteidigung des Schiffs und der Menschenleben an Bord wurden Kapitän Jones und seine Mannschaft von der Admiralität beglückwünscht und ausgezeichnet.

## Zweiter Angriff und Versenkung
Am 8. März 1943 verließ die Canadian Star den Hafen von New York als Teil des Geleitzugs HX 229, der aus insgesamt 40 Schiffen bestand. Nach den hohen Verlusten an alliiertem Handelsschiffraum in der ersten Phase des Kriegs wurden Handelsschiffe zu großen Konvois zusammengeschlossen, die durch Kriegs- und Geleitschiffe stark gesichert wurden. Das Kommando hatte nicht mehr Kapitän Jones, sondern Kapitän Robert David Miller. An Bord befanden sich 56 Besatzungsmitglieder, 8 Artilleristen, 24 Passagiere und 7806 Tonnen Fracht, darunter gefrorenes Fleisch, Käse und Butter. Die Canadian Star war zuvor mit Zwischenstopps in Cristóbal und Key West aus Sydney gekommen und hatte Liverpool als Endziel.
Während der ersten vier Tage auf See herrschte klares, ruhiges Wetter und der Konvoi verfolgte einen kontinuierlichen Kurs in nordöstlicher Richtung. Jenseits der Neufundlandbank schlug der Konvoi einen nördlicheren Kurs ein und am 12. März schwang er Richtung Osten. Das Wetter verschlechterte sich; es zeichnete sich ein Sturm aus Nordwest ab. Am Morgen des 16. März erreichten die Schiffe die Mitte des Atlantiks. Diese Region war wegen der weiten Entfernung zum nächsten Land für Flugzeuge schwer erreichbar, weswegen sie air gap („Luftlücke“) genannt wurde. Aus diesem Grund wurden dort in Intervallen von 30 Kilometern U-Boote stationiert, um Angriffe auf alliierte Geleitzüge zu fahren. Dabei wurde die Rudeltaktik angewandt.
Mitte März 1943 fanden sich in dem Gebiet die U-Boot-Gruppen „Raubgraf“, „Stürmer“ und „Dränger“ ein und formierten sich entsprechend. Der Konvoi SC-122 konnte noch unbehelligt passieren, da sich die U-Boote noch nicht in ihren Ausgangspositionen befanden, aber der Konvoi HX-229 fuhr genau hinein. Am 16. März wurde der Konvoi von U 336 (Kapitänleutnant Hans Hunger) erstmals gesichtet. Gegen 22 Uhr abends wurde das erste Schiff angegriffen. In den frühen Morgenstunden des 17. März wurde der Angriff fortgesetzt. Noch vor Sonnenaufgang wurden insgesamt acht Schiffe torpediert. Die Attacken zogen sich über die folgenden Tage hin. Mehrere Schiffe verließen in Panik den Konvoi und setzten den Weg unter Höchstgeschwindigkeit allein fort.
Am 18. März 1943 um 16.49 Uhr schoss U 221 (Oberleutnant zur See Hans-Hartwig Trojer) einen Flächen-Absuch-Torpedo (FAT) und zwei Standardtorpedos auf das Handelsschiff Walter Q. Gresham ab, das sich auf seiner Jungfernfahrt befand und innerhalb des Konvois die Station Nr. 21 einnahm. Der FAT verfehlte sein Ziel und detonierte im Wasser, die anderen beiden Torpedos trafen die Canadian Star, die sich auf Station Nr. 23 befand. Die Torpedos schlugen auf der Backbordseite in den Maschinenraum und die Abteilung Nr. 5 ein, rissen eine Ladeluke weg und zerstörten zwei Rettungsboote, die bereits ausgeschwungen waren. Die Maschinen stoppten und das Schiff kam zum Stillstand, da sie direkt von einem der Torpedos getroffen worden waren. Der Kartenraum wurde angehoben und verwüstet und praktisch der gesamte mittlere Teil des Schiffs wurde zerstört.
Die getroffene Canadian Star sank schnell über das Heck und ging um 17.10 Uhr auf der Position 53.24N/28.34W unter. Passagiere und Besatzung hatten Schwierigkeiten, das Schiff bei dem stürmischen Wetter zu verlassen. Viele ertranken, weil die Rettungsboote und -flöße überspült wurden und sanken, andere starben an Erschöpfung in den zwei Stunden, bevor Hilfe eintraf. Die Korvetten HMS Anemone und HMS Pennywort nahmen die Überlebenden auf. Kapitän Miller, 22 Besatzungsmitglieder, zwei Artilleristen und neun Passagiere (insgesamt 34 Menschen) kamen durch die Versenkung der Canadian Star ums Leben. 33 Besatzungsmitglieder, sechs Artilleristen und 15 Passagiere (54 Menschen) überlebten und wurden am 22. März in  Gourock (Schottland) an Land gebracht. Kapitän Miller wurde postum mit der Lloyd’s War Medal for Bravery at Sea ausgezeichnet. Fünf weitere Besatzungsmitglieder wurden zum Member of the Order of the British Empire ernannt.